# Station Ashiharabashi
Station Ashiharabashi (芦原橋駅, Ashiharabashi-eki) is een spoorwegstation in de wijk Naniwa-ku in Osaka, Japan. Het wordt aangedaan door de Osaka-ringlijn. Het station heeft twee zijperrons en heeft zowel aan de zuidkant als noordkant toegangspoortjes. 200 meter ten westen van het station bevindt zich het station Ashiharachō voor de Koya-lijn.

## Treindienst

### JR West
| 1 | ■Osaka-ringlijn | naar Shin-Imamiya, Tennoji en Tsuruhashi |
| 2 | ■Osaka-ringlijn | naar Bentencho, Nishikujo en Osaka       |

## Geschiedenis
Het station werd in 1966 in gebruik genomen. Het station kreeg als eerste aan de Osaka-ringlijn een lift.

## Overig openbaar vervoer
Bussen 29 & 52

## Stationsomgeving
- Station Ashiharachō voor de Koya-lijn.
- Mensenrechtenmuseum van Osaka
- Bibliotheek van Naniwa
- Naniwa Ikuno-ziekenhuis
- Naniwa-park
- Kentucky Fried Chicken

Osaka · Fukushima · Noda · Nishikujo · Bentencho · Taisho · Ashiharabashi · Imamiya · Shin-Imamiya · Tennoji · Teradacho · Momodani · Tsuruhashi · Tamatsukuri · Morinomiya · Osakajo-koen · Kyobashi · Sakuranomiya · Temma · Osaka